# Násos Galakterós
Násos Galakterós (en grec : Νάσος Γαλακτερός, né le 15 juin 1969 à Athènes, en Grèce) est un joueur grec de basket-ball. Il évolue au poste d'ailier fort.

## Palmarès
- Vainqueur de l'Euroligue 1996-1997 (Olympiakos)
- Champion de Grèce 1996, 1997 (Olympiakos)
- Vainqueur de la coupe de Grèce 1995 (PAOK Salonique), 1997 (Olympiakos)
- Vainqueur de la Coupe Korać 1994 (PAOK Salonique)